# 卡斯珀·冯·福尔萨赫
卡斯珀·冯·福尔萨赫（丹麥語：Casper von Folsach，1993年3月30日—），生于首都大区根措夫特，是一名丹麦男子自行车运动员。他在2012年加入Concordia Forsikring-Himmerland队，成为职业选手。之后，他曾先后加入过Team TreFor、Riwal Platform和Team Giant–Castelli。2018年，他成为Team ColoQuick的成员。